# Нерюнгри
Не́рюнгри (якут. Нүөрүҥгүрү, эвенк. Нерунӈа) — город в России, административный центр Нерюнгринского района Республики Саха (Якутия), образует городское поселение город Нерюнгри. Второй по численности населения город Якутии.  

## Этимология
Название происходит от эвенк. Нерунӈа, что переводится как «Хариусная река», или «Река тысячи хариусов».

По воспоминаниям доктора экономических наук Николая Пирогова, работники обкома и Совета Министров ЯАССР были против имени «Нерюнгри», на нынешнем названии тогда настоял первый секретарь якутского обкома КПСС Гавриил Чиряев:
«Я советовался с нашими учёными из ЯГУ и [Якутского] филиала [Сибирского отделения АН СССР], они сказали, что есть несколько переводов «нерюнгри» на русский язык: «река хариусов», «много рыбы», даже есть такое толкование: «середина пути». Охотники шли к местам охоты и здесь они отдыхали. [...] Но самое главное в том, что название этому месту дали эвенки. Они живут здесь сотни лет и другое имя города было бы воспринято ими с обидой». Все согласились с Чиряевым.

## География
Город расположен на юге Якутии, на одной широте с Москвой, на правом берегу реки Чульман, в 70 км от её впадения в реку Тимптон, в 820 км по автодороге «Лена» от Якутска. Железнодорожная станция Дальневосточной железной дороги. Нерюнгри раскинулся на северных отрогах Станового хребта, с абсолютными высотами 800—850 м.
Нерюнгри находится в окружении Южно-Якутской среднегорной тайги. Рельеф городских улиц крайне пересечённый — город построен на склонах и плоских вершинах гор отрогов Станового хребта. При этом некоторые его части находятся в низинах. Например, железнодорожная станция Нерюнгри-пассажирская находится в долине речки Аммунакты, старый город (промышленный район) — в долинах рек Чульмана, Верхней и Нижней Нерюнгри, Малого Беркакита. Однако основная, центральная, часть города находится на сопках.

### Климат
- Среднегодовая температура — −6,9 °С
- Среднегодовая скорость ветра — 2,6 м/с
- Среднегодовая влажность воздуха — 73 %

## История
Нерюнгри первоначально представлял поселение из палаток, балков и щитовых общежитий, которое постепенно выросло до современного города с кварталами многоэтажных домов со всем комплексом соцкультбыта.
История возникновения Нерюнгри связана с освоением богатств Южной Якутии. Первые сведения об этой территории были получены русскими землепроходцами Василием Даниловичем Поярковым (1643 год) и Ерофеем Павловичем Хабаровым (1667 год). Они шли из Якутска, расположенного на Лене, по южноякутским рекам на Амур и Дальний Восток. С начала XIX века этот край активно исследовался экспедициями, организованными Российской академией наук, Географическим обществом и Министерством путей сообщения. К промышленному освоению района приступили в 1891—1892 годах. Тогда в верховьях рек Тимптон, Сутам и их притоков насчитывалось до 80 приисков, на них сезонно проживало до 3,5 тыс. старателей. Местные жители — эвенки — работали проводниками, занимались перевозкой грузов. Название Нерюнгри расшифровывается средствами эвенкийского языка как «река хариусов».
В 1940-е годы здесь было место дислоцирования геологоразведочной партии. В 1952 году была создана Нерюнгринская геологоразведочная партия, в устье реки Нерюнгри появились палатки, первое жильё будущего посёлка Нерюнгра. В сентябре 1963 года на восточном участке пласта «Мощный» произведена первая вскрыша, а к концу 1967 года поднят первый ковш угля. Начало строительства северной ветки БАМа (линии БАМ Тында — Беркакит) и формирования Южно-Якутского территориально-производственного комплекса в 1975 году открыло новую страницу в истории Нерюнгри. 5 ноября 1975 г. преобразован в город.
Нерюнгри проектировался по общепринятым в СССР нормам и, тем не менее, обладает яркой индивидуальностью. Горный ландшафт затруднял строительство, но он же подсказал оригинальные пространственные решения, которые отличают город от многих северных городов, а окрашенные в яркие цвета фасады домов, балконы и лоджии, малые архитектурные формы придают особенный колорит. По итогам Всероссийского конкурса на лучшее благоустройство в 1997, 1998, 1999, 2002, 2005 годах — городу Нерюнгри присуждались дипломы. Ввод жилых домов в городе начался в 1976 году и за 30 лет было введено 1,3 млн кв. м., по состоянию на 1 января 2005 года имелись 12 общеобразовательных школ, 17 детских дошкольных садов.
Нерюнгри вошёл в число пяти российских городов на получение досрочного кредита Международного банка реконструкции и развития на внедрение новых технологий в коммунальном хозяйстве.
В ноябре 2007 года горожане написали «Письмо любви», заявленное в книгу рекордов России.

## Городское поселение
Статус и границы городского поселения установлены Законом Республики Саха (Якутия) от 30 ноября 2004 года N 173-З N 353-III «Об установлении границ и о наделении статусом городского и сельского поселений муниципальных образований Республики Саха (Якутия)».

## Символика

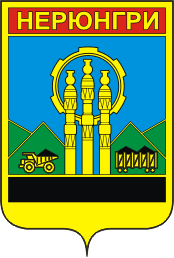
Герб Нерюнгри (1984)

Первый герб города утверждён в 1984 году: на геральдическом щите изображены угольный пласт, самосвал, вагонетка, коновязи и шестерня над ними; на плашке герба надпись Нерюнгри.
Существовали несколько проектов герба города в значковом варианте. На одном из них: Щит четверочастный. В первой части изображён самосвал «БелАЗ», во второй — ель, в третьей — олень, в четвёртой — вагонетка. На плашке проекта герба надпись «Нерюнгри»[1].
Второй проект герба Нерюнгри (по значку т. н. «якутской серии») имел следующее описание: в лазоревом поле с чёрной оконечностью на фоне четырёх зелёных гор две серебряные коновязи, сопровождаемые вверху разомкнутой снизу серебряной же шестернёй, справа — чёрной вагонеткой, слева — серебряным самосвалом. В лазоревой главе серебряный бегущий северный олень, сопровождаемый по сторонам таковыми же снежинками.

## Население
| 1959    | 1970    | 1975    | 1976    | 1978    | 1979    | 1986    | 1987    | 1989    | 1992    | 1996    | 1998    |
| ------- | ------- | ------- | ------- | ------- | ------- | ------- | ------- | ------- | ------- | ------- | ------- |
| 500     | ↗800    | ↗2000   | ↗5400   | ↗16 300 | ↗22 647 | ↗63 000 | ↗68 000 | ↗72 540 | ↗76 000 | ↗76 700 | ↘75 600 |
| 2000    | 2001    | 2002    | 2003    | 2005    | 2006    | 2007    | 2008    | 2009    | 2010    | 2011    | 2012    |
| ↘72 600 | →72 600 | ↘66 269 | ↗66 300 | ↘65 800 | ↘65 400 | ↘64 900 | ↘64 400 | ↘63 323 | ↘61 747 | ↘61 609 | ↘60 508 |
| 2013    | 2014    | 2015    | 2016    | 2017    | 2018    | 2019    | 2020    | 2021    | 2023    |         |         |
| ↘60 013 | ↘58 846 | ↘58 133 | ↘57 791 | ↘57 247 | ↘57 009 | ↘56 888 | ↗57 934 | ↘53 409 | ↗53 526 |         |         |

На 1 января 2025 года по численности населения город находился на 300-м месте из 1124 городов Российской Федерации. Рост населения Нерюнгри обусловлен тем, что город стал местом организованного переселения шахтёров и их семей из Донецка в Россию для трудоустройства на якутских шахтах .

### Национальный состав
Русские — 79,7 %, украинцы — 6,3 %, якуты — 2,5 %, татары — 2,0 %, буряты — 1,9 %, эвенки — 1,4 %, узбеки — 0,4 %, киргизы — 0,3 %, эвены — 0,2 %, армяне — 0,2 %, другие национальности — 5,2 %.

## Экономика
Нерюнгринский район имеет устойчивый потенциал для дальнейшего социально-экономического роста. По территории района проходят федеральная автомобильная дорога «Лена», железная дорога Беркакит — Томмот — Якутск. На принципах государственно-частного партнёрства реализуется крупнейший инвестиционный проект «Комплексное развитие Южной Якутии». В перспективе Нерюнгринский район может стать центром экономической активности Восточно-Сибирского региона со специализацией в сфере угледобывающей и в среднесрочной перспективе — обрабатывающей промышленности, по мере развития соответствующих мощностей. Бывший глава Якутии Егор Борисов отметил, что на территории Нерюнгринского района будет ТОР — территория опережающего развития. Здесь будут созданы новые производства, а значит и будут новые рабочие места. Южная Якутия по праву заслужила стать первой территорией опережающего развития (ТОР) в Республике Саха (Якутия). 

### Промышленность
Бо́льшая часть населения города занята в основных и вспомогательных производствах территориально-производственного комплекса по добыче коксующихся углей. Однако город относится к разряду многофункциональных.
В городе — угольный разрез, обогатительная фабрика Нерюнгринская по производству концентрата коксующегося угля, Инаглинский и Денисовский ГОКи, Колмар-ОГР, завод по ремонту горного оборудования и дорожной техники (РМЗ), Нерюнгринская птицефабрика, Нерюнгринская ГРЭС, две типографии. 

### Транспорт
Транспортное обеспечение у Нерюнгри довольно хорошее. Город стоит на Амуро-Якутской железнодорожной магистрали, также через него проходит Амуро-Якутская автомобильная магистраль. Железнодорожные станции — «Нерюнгри-Пассажирская», «Нерюнгри-грузовая» и «Угольная». Аэропорт города находится близ посёлка Чульман, в 35 км от Нерюнгри.
Нерюнгри включён в железнодорожную сеть страны. Станция Нерюнгри-пассажирская является конечной станцией Дальневосточной железной дороги (Тындинское отделение). На север по АЯМу Нерюнгри связан железнодорожным сообщением с городами Алдан и Томмот. От станции Нерюнгри курсируют:
- Поезд № 325 Нерюнгри — Хабаровск, пассажирский, ежедневно;
- Поезд № 77/78 Нерюнгри — Новосибирск, скорый, через день; дополнительно ВБС до Барнаула и Бийска;
- Поезд № 657/658 Нерюнгри — Тында, рабочий, ежедневно;
- Поезд № 324/323 Нерюнгри — Томмот, местный, ежедневно;
- Поезд № 75/76 Нерюнгри — Москва, скорый, через день;
- Несколько беспересадочных вагонов к поезду № 97/98 Тында — Кисловодск, скорый, дважды в неделю;
- Беспересадочный вагон к поезду № 81/82 Тында — Благовещенск (курсирует от Томмота), скорый, через день;
- Поезд 324Й Нерюнгри — Нижний Бестях, пассажирский, через день.

Из Нерюнгри осуществляются авиаперелёты по направлениям: Нерюнгри — Москва, Нерюнгри — Иркутск, Нерюнгри — Красноярск, Нерюнгри — Новосибирск, Нерюнгри — Хабаровск, Нерюнгри — Якутск, Нерюнгри — Владивосток.
Пригородное автобусное сообщение: Иенгра, Беркакит, Хатыми, Чульман, Серебряный Бор и др. Ранее имелось междугороднее автобусное сообщение с Алданом и даже Якутском.

## Образование, медицина, культура, спорт
В Нерюнгри находятся филиалы Новосибирского института «Сибгипрошахт», Института профессиональных инноваций и Технический институт (филиал) Северо-Восточного федерального университета. Работают профтехучилища, гимназия, общеобразовательные, спортивные (ДЮСШ единоборств «Эрэл»), музыкальная и художественная школы.
Учреждения здравоохранения — больницы, поликлиники, республиканские центры реабилитации, которые работают по методикам СУВАГ и института кондуктивной педагогики им. Пете (Будапешт).
Имеются Центр культуры и духовности имени А. С. Пушкина, Дом пионеров, музей истории строительства Южно-Якутского территориально-производственного комплекса, Нерюнгринская городская библиотека, православные храмы.
В Нерюнгри — единственный в регионе Восточной Сибири и Дальнего Востока Театр актёра и куклы. Работают детская музыкальная хоровая школа «Соловушка» — лауреат международных, региональных и республиканских конкурсов и фестивалей, ансамбль «Северяночка» — лауреат фестивалей в Греции, Бразилии, Португалии и Испании.
На территории города расположен один из крупнейших на Дальнем Востоке крытый стадион «Горняк», спорткомплексы «Шахтёр» и «Богатырь», имеется крытый каток, горнолыжная база. Климат и снег в городе привлекает многих спортсменов. Всего в Нерюнгринском районе 143 спортивных сооружения: спортзалы и плавательные бассейны, лыжная база и крытый каток, горнолыжная трасса и теннисные корты, позволяющие проводить соревнования высшего уровня по самым разным видам спорта.

## СМИ
Радиостанции:
- 66,68 — Радио России / ГТРК Саха (Молчит) (РТПС 4 кВт, 116 м — разр. 1 кВт);
- 68,24 — Радио Маяк (Молчит) (РТПС 4 кВт, 116 м);
- 102,5 — Европа Плюс [Форум — ФМ] [ООО Техноцентр] (Снеговик 500 Вт, 36 м, 5 дБ) лиц 9198, 16002, 20986;
- 102,9 — Авторадио [Форум Плюс] [ООО ТК Интеграл-ТВ] (РТПС 1 кВт, 90 м, 5,3 дБи) лиц 11191, 20141;
- 103,3 — Радио России / ГТРК Саха (РТПС 1 кВт, 116 м — разр. 1 кВт);
- 103,8 — Радио Тэтим (Саха) [ГУ НВК Саха] (РТПС 1 кВт);

Телевидение:
- 1 — ТВ Центр / Интеграл ТВ [ООО ТК Интеграл-ТВ] (Снеговик 500 Вт, 36 м) лиц 9196;
- 3 — НТВ (РТПС 500 Вт);
- 5 — Первый Канал (РТПС 5 кВт, 155 м);
- 7 — РЕН ТВ / Интеграл ТВ [ООО ТК Интеграл-ТВ] (РТПС 100 Вт, 70 м) лиц 2183, 5613, 11120, 18973;
- 9 — Россия 1 / ГТРК Саха (РТПС 2 кВт);
- 11 — ТНТ / 11-й канал [ООО ПКП РТС] (РТПС 1 кВт) лиц 2516, 6094, 11660, 20179;
- 21 — СТС / Спектр ТВ [ООО ПКП РТС] (РТПС 1 кВт) лиц 4390, 9309, 16080;
- 25 — цифра DVB-T (1мп) (новая 500 Вт, 68 м);
- 31 — Матч ТВ [ООО ТК Интеграл-ТВ] (РТПС 1 кВт, 120 м);
- 33 — цифра DVB-T (2мп) (РТПС 1 кВт);
- 36 — Россия К;
- Нерюнгринская студия телевидения и радиовещания;
- Nerulife — региональный новостной обозреватель.

## Галерея

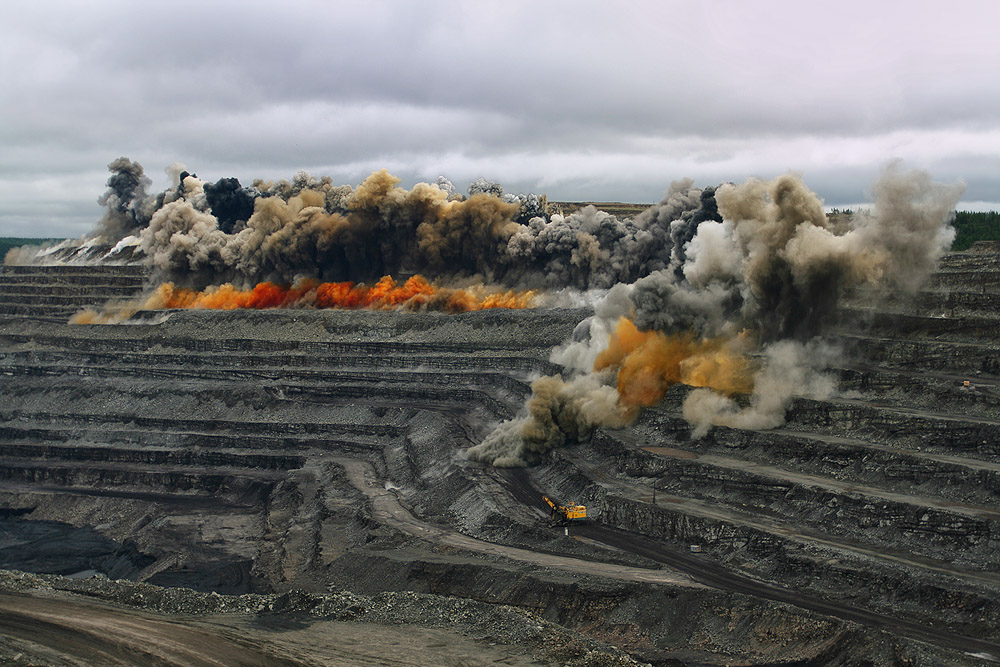
Разрез Нерюнгринский
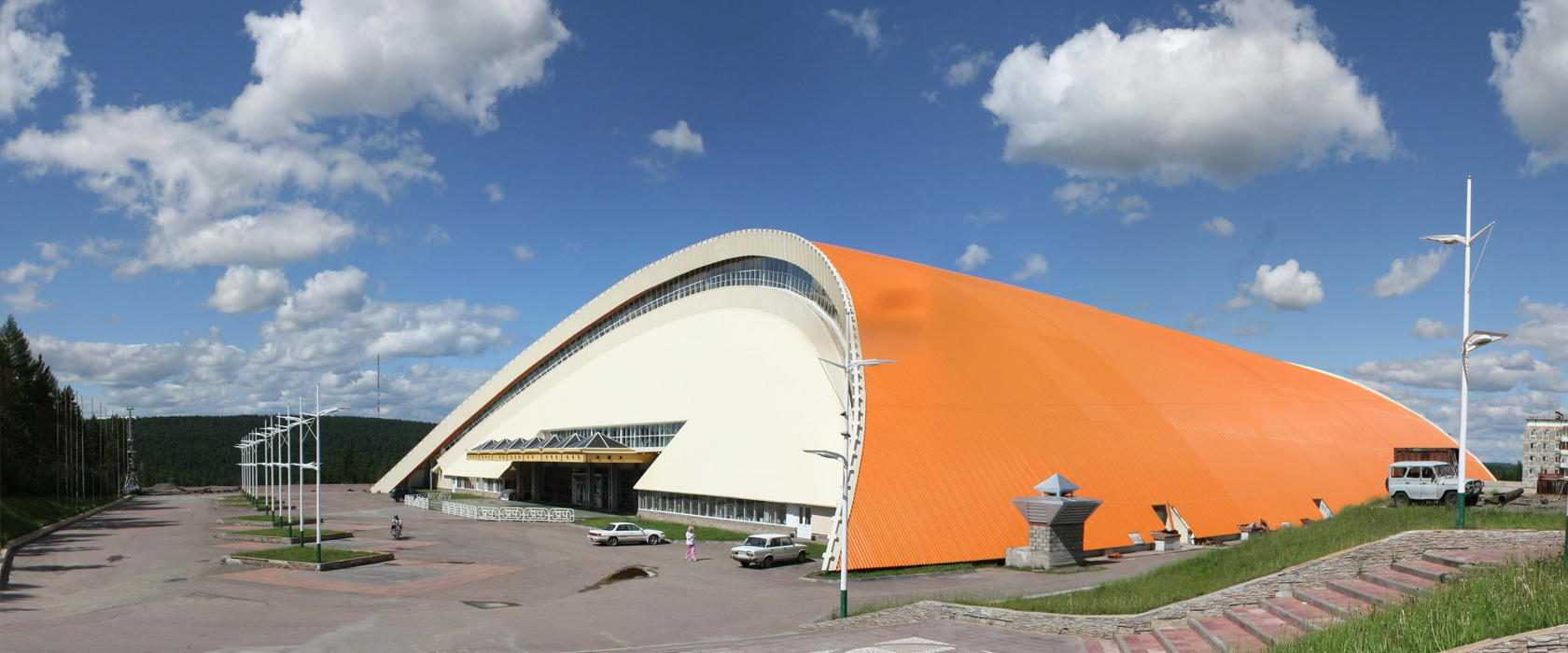
Стадион «Горняк»
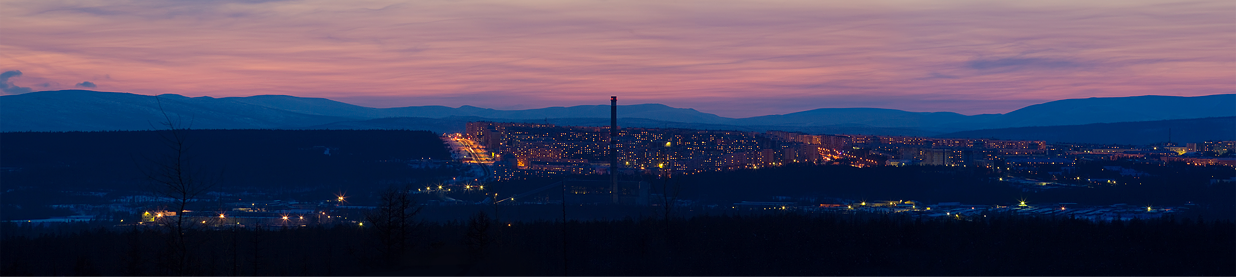
Ночная панорама города
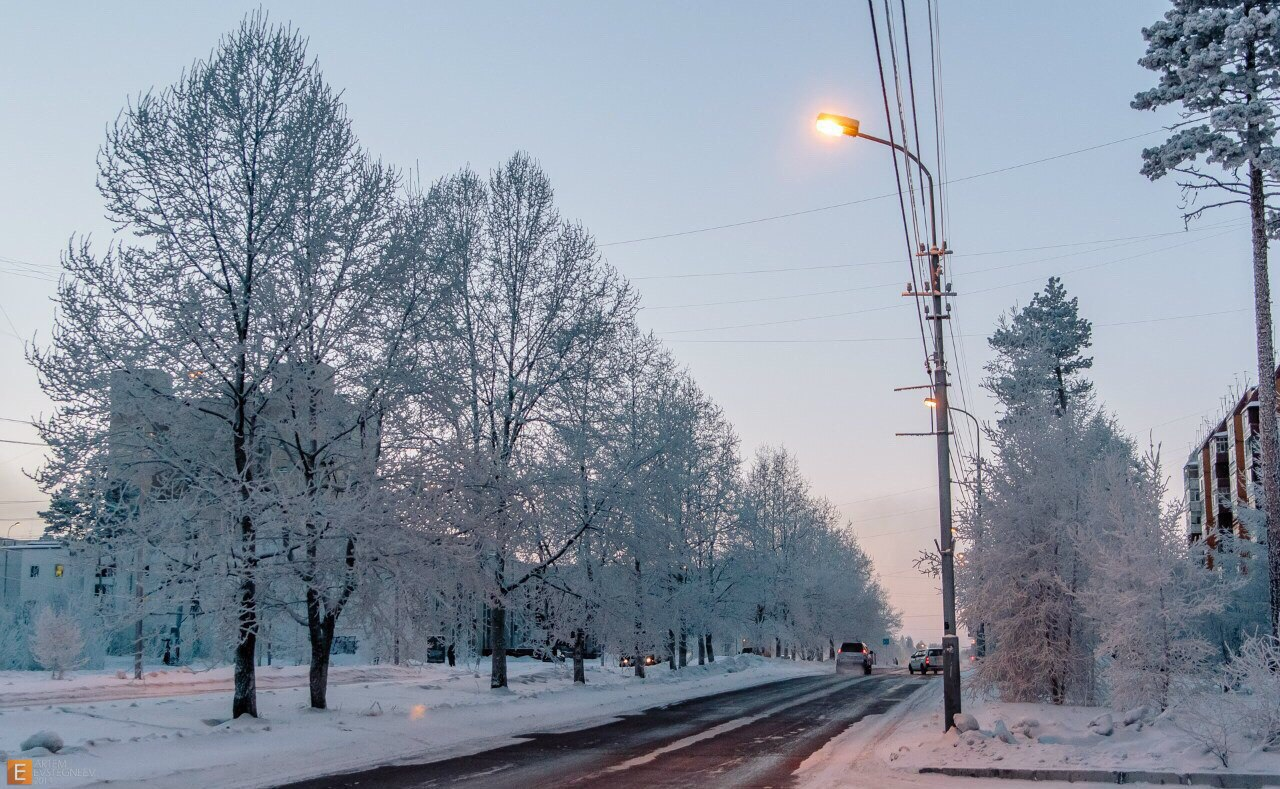
Нерюнгри зимой
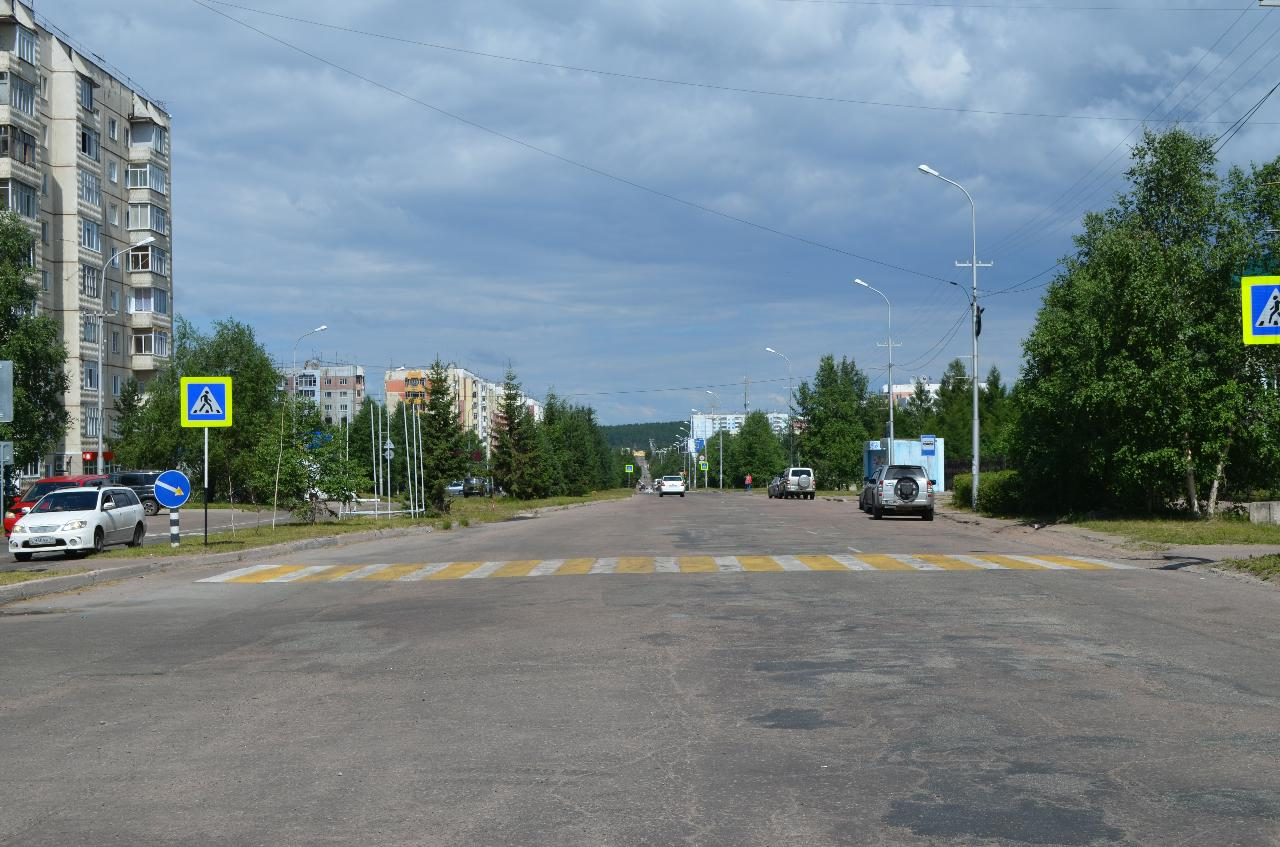
Проспект Ленина
Храм Казанской иконы Божией Матери